# Potyze
Potyze is een gehucht in de Belgische stad Ieper. Het gehucht ligt anderhalve kilometer ten noordoosten van het stadscentrum, langs de weg van Ieper naar Zonnebeke (N332), aan het kruispunt met de Kruiskalsijdestraat en de Potyzestraat. Ten oosten en ten noorden van het gehucht loopt de Bellewaardebeek.

## Geschiedenis
Het gehucht ontstond op het kruispunt van de weg Ieper-Zonnebeke en de weg Sint-Jan-Zillebeke. De oudste aanduidingen van de plaats gaan terug tot begin 18de eeuw, onder de naam "Cruypendaele". Zo werd toen vermeld dat de parochie Sint-Jacobs-buiten drie gehuchten telde, namelijk het Wielken, de Verlorenhoek en Cruypendaele. De Ferrariskaart uit de jaren 1770 toont bij het gehuchtje de naam "Cruypendaerde".
Die naam raakte in de 19de eeuw in onbruik. Er kwam halverwege de eeuw immers een herberg met de naam "Potyze", en al gauw werd deze naam gebruikt voor de hele wijk. Ook op de 19de-eeuwse Atlas der Buurtwegen staat het gehucht "Potyze" weergegeven. In het eerste helft van de eeuw waren in het gehucht twee kasteeltjes gebouwd en de naam Cruypendaerde bleef in gebruik voor een van die twee kastelen.
In de Eerste Wereldoorlog lag de plaats dicht bij het front van de Ieperboog, maar in Britse gebied. Het kasteel Cruypendaerde werd "White Château" of "Potyze Château" genoemd. Hierin werd een medische post, Advanced Dressing Station of A.D.S., ingericht. Het front lag in de zomer van 1918 dichter en de twee kastelen raakten vernield. Er resten heel wat militaire begraafplaatsen met gesneuvelden van de oorlog.

## Bezienswaardigheden
- Potijze Burial Ground Cemetery, een Britse begraafplaats met ruim 580 gesneuvelden
- Potijze Chateau Grounds Cemetery, een Britse begraafplaats met ruim 470 gesneuvelden
- Potijze Chateau Lawn Cemetery, een Britse begraafplaats met bijna 230 gesneuvelden
- Potijze Chateau Wood Cemetery, een kleine Britse begraafplaats met ruim 150 gesneuvelden
- Iets ten oosten ligt Saint-Charles de Potyze, een Franse militaire begraafplaats met meer dan 4200 gesneuvelden
- Demarcatiepaal nr. 20

Deelgemeenten: Boezinge · Brielen · Dikkebus · Elverdinge · Hollebeke · Ieper · Sint-Jan · Vlamertinge · Voormezele · Zillebeke · Zuidschote

Overige plaatsen: Brandhoek · Lizerne · Pilkem · Potyze · Sint-Elooi · Verlorenhoek · Wieltje 

Belgische gemeenten · Arrondissement Ieper · West-Vlaanderen · Vlaanderen